# Isle-et-Bardais
Isle-et-Bardais est une commune française, située dans le département de l'Allier en région Auvergne-Rhône-Alpes.

## Géographie
Un quart de la forêt de Tronçais est situé sur la commune.
Ses communes limitrophes sont :
| Ainay-le-Château      | Bessais-le-Fromental (Cher) | Valigny   |
| Saint-Bonnet-Tronçais | Isle-et-Bardais             | Couleuvre |
|                       | Cérilly                     |           |

### Climat
Pour des articles plus généraux, voir Climat d'Auvergne-Rhône-Alpes et Climat de l'Allier.
En 2010, le climat de la commune est de type climat océanique dégradé des plaines du Centre et du Nord, selon une étude du CNRS s'appuyant sur une série de données couvrant la période 1971-2000. En 2020, Météo-France publie une typologie des climats de la France métropolitaine dans laquelle la commune est exposée à un climat océanique altéré et est dans la région climatique Ouest et nord-ouest du Massif Central, caractérisée par une pluviométrie annuelle de 900 à 1 500 mm, maximale en automne et en hiver.
Pour la période 1971-2000, la température annuelle moyenne est de 11,1 °C, avec une amplitude thermique annuelle de 15,8 °C. Le cumul annuel moyen de précipitations est de 778 mm, avec 10,3 jours de précipitations en janvier et 7,3 jours en juillet. Pour la période 1991-2020, la température moyenne annuelle observée sur la station météorologique installée sur la commune est de 11,8 °C et le cumul annuel moyen de précipitations est de 777,6 mm,. Pour l'avenir, les paramètres climatiques de la commune estimés pour 2050 selon différents scénarios d'émission de gaz à effet de serre sont consultables sur un site dédié publié par Météo-France en novembre 2022.
| Mois                                  | jan.           | fév.           | mars            | avril         | mai           | juin          | jui.          | août         | sep.          | oct.            | nov.           | déc.           | année     |
| ------------------------------------- | -------------- | -------------- | --------------- | ------------- | ------------- | ------------- | ------------- | ------------ | ------------- | --------------- | -------------- | -------------- | --------- |
| Température minimale moyenne (°C)     | 0,8            | 0,6            | 2,7             | 4,7           | 8,5           | 12            | 13,5          | 13,4         | 10            | 7,7             | 3,8            | 1,4            | 6,6       |
| Température moyenne (°C)              | 4,2            | 4,8            | 8               | 10,7          | 14,5          | 18,1          | 20,2          | 20,2         | 16,1          | 12,4            | 7,6            | 4,7            | 11,8      |
| Température maximale moyenne (°C)     | 7,5            | 9              | 13,4            | 16,7          | 20,4          | 24,3          | 26,8          | 26,8         | 22,2          | 17,1            | 11,4           | 8              | 17        |
| Record de froid (°C) date du record   | −22 16.01.1985 | −17 01.02.1963 | −13 01.03.05    | −5 04.04.1996 | −2 01.05.1976 | 0 30.06.1975  | 2 02.07.1975  | 3 30.08.1993 | 0 29.09.02    | −6,5 30.10.1997 | −10 21.11.1993 | −15 26.12.1962 | −22 1985  |
| Record de chaleur (°C) date du record | 21 05.01.1999  | 24 24.02.1990  | 26,5 28.03.1968 | 31 30.04.05   | 33,5 27.05.05 | 39,2 27.06.19 | 41,4 25.07.19 | 41 13.08.03  | 36,3 08.09.23 | 33,9 02.10.23   | 26 08.11.15    | 20 17.12.15    | 41,4 2019 |
| Précipitations (mm)                   | 62,6           | 51,3           | 50,2            | 69,7          | 78,6          | 61,6          | 56,8          | 61,7         | 65,9          | 72,4            | 77,2           | 69,6           | 777,6     |

## Urbanisme

### Typologie
Au 1er janvier 2024, Isle-et-Bardais est catégorisée commune rurale à habitat très dispersé, selon la nouvelle grille communale de densité à 7 niveaux définie par l'Insee en 2022.
Elle est située hors unité urbaine et hors attraction des villes,.

### Occupation des sols

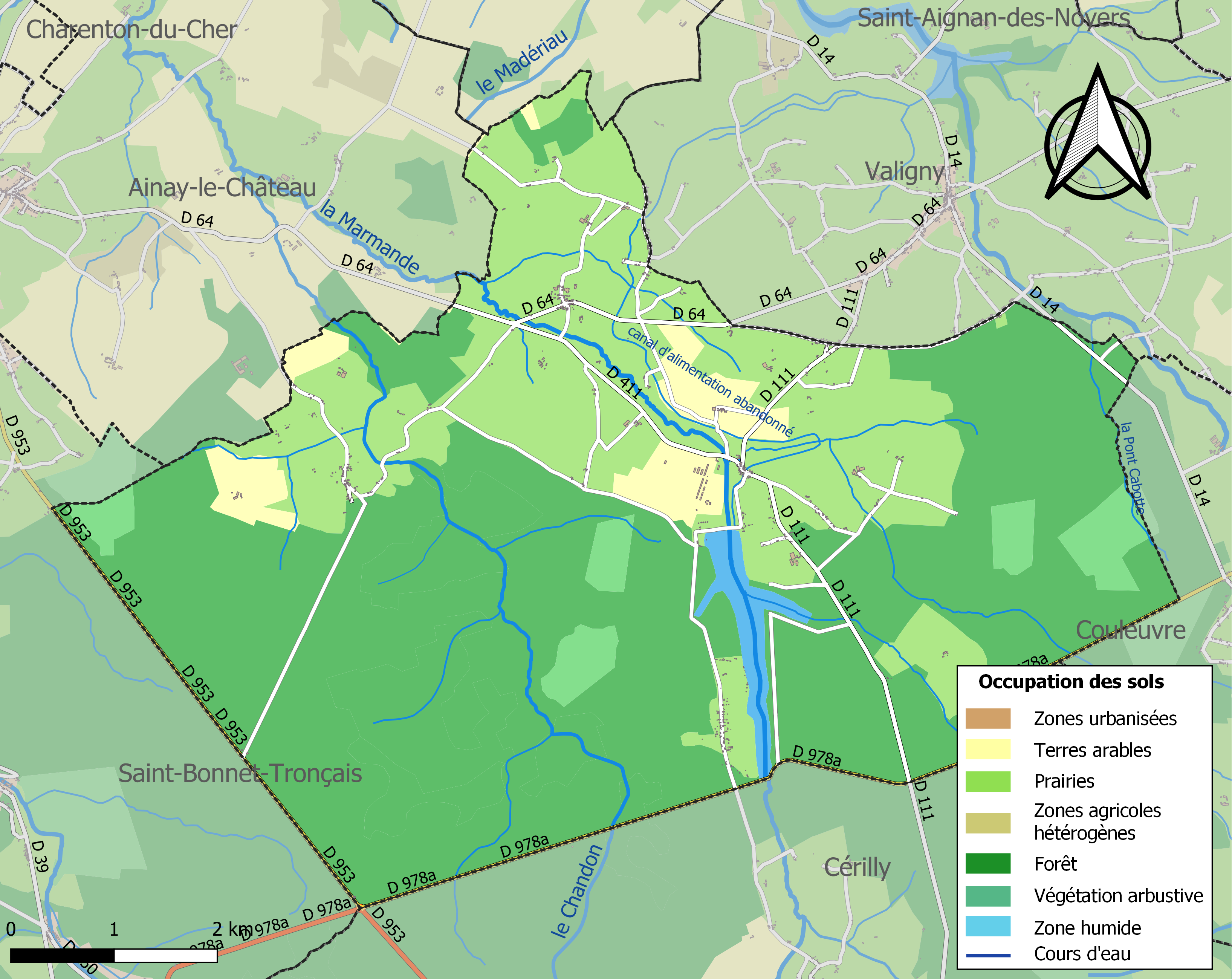
Carte des infrastructures et de l'occupation des sols de la commune en 2018 (CLC).

L'occupation des sols de la commune, telle qu'elle ressort de la base de données européenne d’occupation biophysique des sols Corine Land Cover (CLC), est marquée par l'importance des forêts et milieux semi-naturels (64,7 % en 2018), une proportion sensiblement équivalente à celle de 1990 (64,8 %). La répartition détaillée en 2018 est la suivante : 
forêts (61 %), prairies (29,5 %), terres arables (4,3 %), milieux à végétation arbustive et/ou herbacée (3,7 %), eaux continentales (1,5 %).
L'IGN met par ailleurs à disposition un outil en ligne permettant de comparer l’évolution dans le temps de l’occupation des sols de la commune (ou de territoires à des échelles différentes). Plusieurs époques sont accessibles sous forme de cartes ou photos aériennes : la carte de Cassini (XVIIIe siècle), la carte d'état-major (1820-1866) et la période actuelle (1950 à aujourd'hui).

## Histoire
Le barrage de l'Étang de Pirot sur la Marmande est mis en service en 1846. Construit en terre et haut de 18 m sur 344 m de longueur, il crée une retenue de 71 hectares de 3,7 millions de m³.
La commune est le résultat de la fusion en 1844 des communes d'Isle-sur-Marmande et de Bardais.

## Politique et administration
| Période                                  | Période                   | Identité        | Étiquette | Qualité                              |
| ---------------------------------------- | ------------------------- | --------------- | --------- | ------------------------------------ |
| Les données manquantes sont à compléter. |                           |                 |           |                                      |
| mars 2001                                | En cours (au 4 juin 2020) | Daniel Artigaud | DVG       | Agriculteur Réélu en 2014 et en 2020 |

## Population et société

### Démographie
L'évolution du nombre d'habitants est connue à travers les recensements de la population effectués dans la commune depuis 1793. Pour les communes de moins de 10 000 habitants, une enquête de recensement portant sur toute la population est réalisée tous les cinq ans, les populations de référence des années intermédiaires étant quant à elles estimées par interpolation ou extrapolation. Pour la commune, le premier recensement exhaustif entrant dans le cadre du nouveau dispositif a été réalisé en 2008.

En 2022, la commune comptait 278 habitants, en évolution de +4,51 % par rapport à 2016 (Allier : −1,38 %, France hors Mayotte : +2,11 %).
| 1793 | 1800 | 1806 | 1821 | 1831 | 1836 | 1841 | 1846 | 1851 |
| ---- | ---- | ---- | ---- | ---- | ---- | ---- | ---- | ---- |
| 750  | 430  | 637  | 501  | 516  | 481  | 856  | 910  | 936  |

| 1856 | 1861 | 1866 | 1872  | 1876  | 1881  | 1886  | 1891 | 1896 |
| ---- | ---- | ---- | ----- | ----- | ----- | ----- | ---- | ---- |
| 921  | 902  | 927  | 1 030 | 1 050 | 1 119 | 1 010 | 992  | 946  |

| 1901 | 1906 | 1911 | 1921 | 1926 | 1931 | 1936 | 1946 | 1954 |
| ---- | ---- | ---- | ---- | ---- | ---- | ---- | ---- | ---- |
| 878  | 898  | 860  | 700  | 646  | 637  | 664  | 561  | 579  |

| 1962 | 1968 | 1975 | 1982 | 1990 | 1999 | 2006 | 2008 | 2013 |
| ---- | ---- | ---- | ---- | ---- | ---- | ---- | ---- | ---- |
| 586  | 538  | 476  | 381  | 355  | 321  | 289  | 280  | 269  |

| 2018 | 2022 | - | - | - | - | - | - | - |
| ---- | ---- | - | - | - | - | - | - | - |
| 278  | 278  | - | - | - | - | - | - | - |

## Culture locale et patrimoine

### Lieux et monuments
- église Saint-Laurent du XIIIe siècle à Bardais.
- église Saint-Pierre du XIIIe siècle à Isle.
- site des Petits Jardins, où une fouille a révélé la présence d'un sanctuaire gallo-romain composé de deux petits temples du type fanum, site réoccupé plus tard par des artisans tuiliers[19].
- une partie de la forêt de Tronçais, dont : 
  - l'étang de Pirot construit au milieu du XIXe siècle ;
  - la fontaine de Viljot.